# Monika Bąk-Sosnowska
Monika Grażyna Bąk-Sosnowska – polska psycholog, dr hab. nauk o zdrowiu, adiunkt Katedry Nauk Społecznych i Humanistycznych Wydziału Nauk o Zdrowiu w Katowicach Śląskiego Uniwersytetu Medycznego w Katowicach.

## Życiorys
W 2000 ukończyła studia psychologiczne na Uniwersytecie Śląskim w Katowicach, 15 stycznia 2008 obroniła pracę doktorską Obraz własnego ciała u osób otyłych w trakcie kuracji odchudzającej, 25 września 2017 habilitowała się na podstawie pracy zatytułowanej Psychologiczne aspekty odżywiania się i obrazu ciała w kontekście prawidłowej oraz nadmiernej masy ciała. 
Piastuje funkcję adiunkta Katedry Nauk Społecznych i Humanistycznych Wydziału Nauk o Zdrowiu w Katowicach Śląskiego Uniwersytetu Medycznego w Katowicach.
Była asystentem w Katedrze Filozofii i Nauk Humanistycznych na Wydziale Nauk o Zdrowiu Śląskiego Uniwersytetu Medycznego w Katowicach.